# Seo Seung-jae

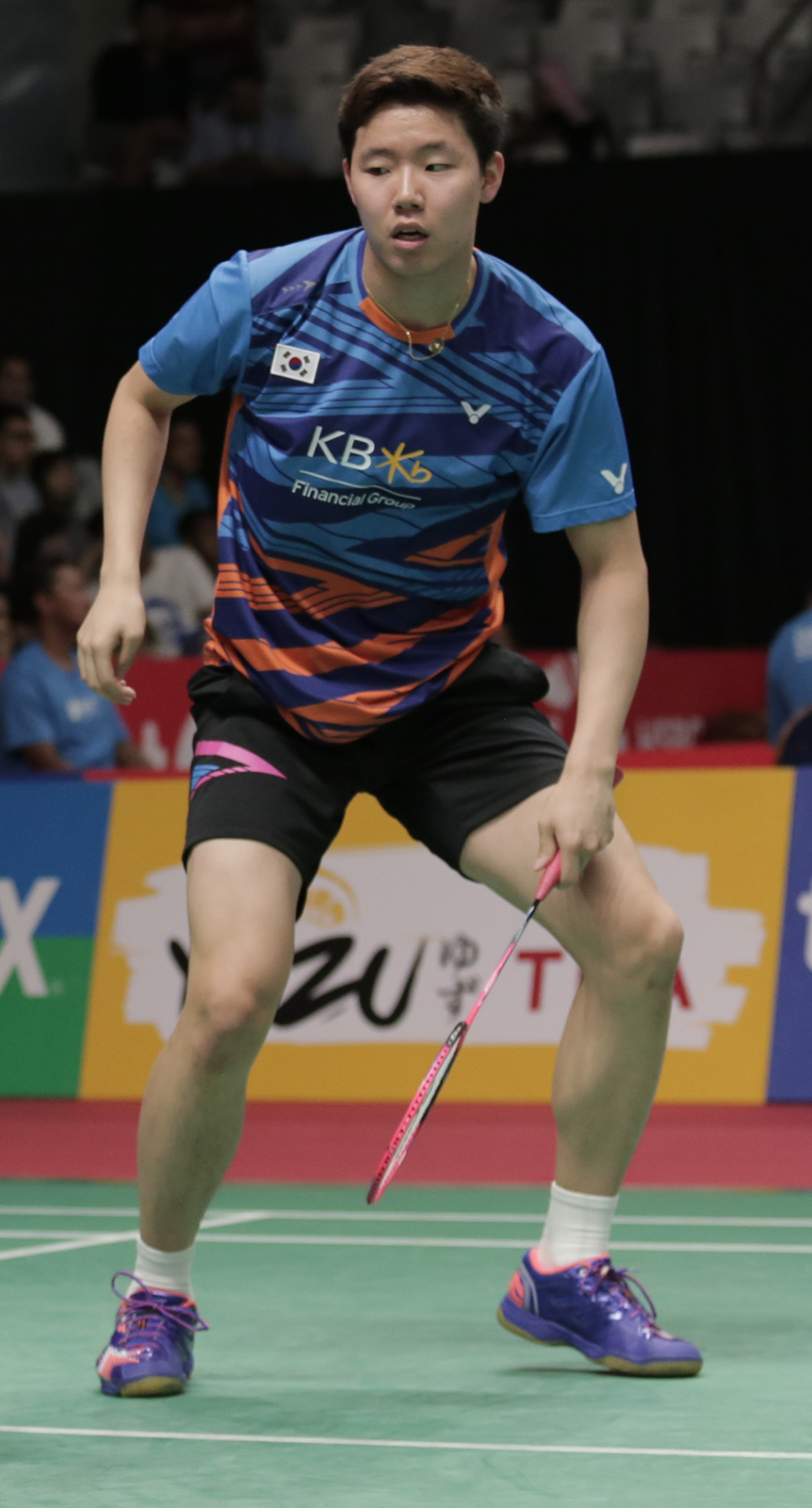
Seo Seung-jae, 2018

Seo Seung-jae (kor. 서승재; * 4. September 1997 in Jeonju) ist ein südkoreanischer Badmintonspieler.

## Karriere
Seo Seung-jae gewann 2013 das Malaysian Juniors. 2012, 2013 und 2014 startete er bei den Badminton-Juniorenweltmeisterschaften, wobei er 2013 Bronze im Herrendoppel gewinnen konnte. Bei der Korea Open Super Series 2014 stand er in der ersten Runde des Hauptfeldes im Herrendoppel. Beim German Juniors 2014 wurde er Zweiter im Doppel. Bei den BWF World Championships 2023 wurde er im Mixed sowie im Herrendoppel Weltmeister.